# Novato de Roma
Novato († c. 151) é um santo dos primeiros anos do cristianismo, celebrado em 20 de junho.

## História
Novato e seu irmão, o mártir Timóteo, eram filhos de São Pudêncio com Cláudia Rufina e irmão das santas Pudenciana e Praxedes. Seu avô paterno era Quinto Cornélio Pudêncio, o senador romano cuja esposa, Priscila, estava entre as primeiras pessoas convertidas por São Pedro e em cuja casa o apóstolo viveu enquanto esteve na cidade. Acredita-se que uma parte da estrutura da igreja de Santa Pudenziana seja remanescente do palácio senatorial ou dos banhos construídos por Novato.
De acordo com o historiador eclesiástico do século V Filostórgio, Novato era descendente de frígios.